# 漢字三音考
『漢字三音考』（かんじさんおんこう）は、江戸時代中期に本居宣長が著した語学書。日本に伝来した漢字音について、漢音、呉音、唐音の3種を論説したもの。

## 概要

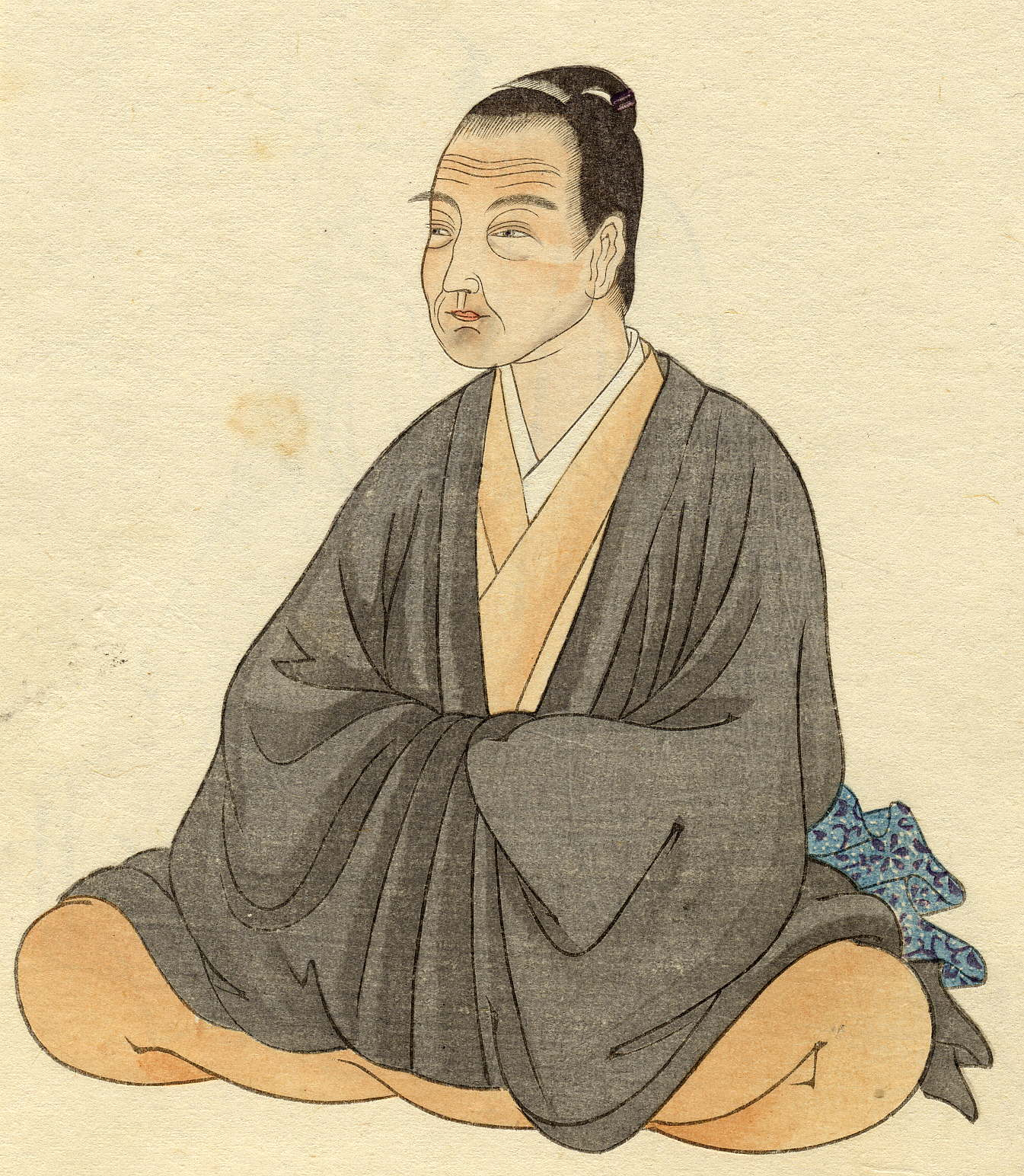
宣長は本書において、日本語が「純粋正雅ノ音」で成立していると主張し、中国やインドの音を「不正」としている。

天明5年（1785年）刊。書名については、すでに『字音仮字用格』の冒頭および巻末広告に見られる。文雄の『三音正儒』や『和字大観抄』に負うところが多いが、賀茂真淵の『語意考』の影響も受けている。
本書は漢字音研究であるが、宣長の立脚点は常に日本であり、中国語の文字としての漢字を扱ったものではない。また、日本語の活用形における用法に関して、少なからず体系的な説明をしている。

## 内容
全20章のうち、最初の6章では「皇国の古言が純粋正雅の五十音から成るのに対し、中国や印度の音は鳥獣万物の音に似ている」ということを説き、第7章以降において、字音の伝来から始めて日本字音の特性を述べる。すなわち、宣長のいう漢字音とは、「中国の文字としての音そのもの」ではなく、「受容した日本人が日本語の音韻観念の範囲内で捉えて定着させた音」であり、その根底には音の「翻訳」ともいうべき問題がある。なお附録では音便について論じている。

## 受容
刊行前の明和8年（1771年）頃には、谷川士清が宣長宛の書簡で絶賛している。また刊行後には上田秋成と、「ん」の存在や半濁音のほか、清濁について論争した。

## 影印・翻刻
- 『本居宣長全集』第5巻、筑摩書房、1970年9月。ISBN 4-480-74005-8
- 『漢字三音考・地名字音転用例』勉誠社〈勉誠社文庫67〉、1979年8月。